# Orbañanos
Orbañanos es una localidad del municipio burgalés de Valle de Tobalina, en la comunidad autónoma de Castilla y León (España). 
La iglesia está dedicada a san Juan Evangelista.

## Localidades limítrofes
Confina con las siguientes localidades:
- Al norte con San Martín de Don.
- Al noreste con Tobalinilla.
- Al sur con Cubilla de la Sierra.
- Al noroeste con Santa María de Garoña.

## Demografía
Evolución de la población
| Gráfica de evolución demográfica de Orbañanos entre 2000 y 2017    |
|                                                                    |
| Población de derecho (2000-2017) según el padrón municipal del INE |

## Historia
Así se describe a Orbañanos en el tomo XII del Diccionario geográfico-estadístico-histórico de España y sus posesiones de Ultramar, obra impulsada por Pascual Madoz a mediados del siglo XIX:

Villa en la provincia, diócesis, audiencia territorial y capitanía general de Burgos (13 ½ leguas), partido judicial de Villarcayo (6 ½) y ayuntamiento del valle de Tobalina (3); Situada cerca del río Ebro, en el camino que dirige a Bozoo; su clima es bastante frío; la combaten todos los vientos y por lo regular no se padecen otras enfermedades que las estacionales. Cuenta 17 casas; una fuente, de cuyas aguas, que son de buena calidad, se surten los vecinos para beber y demás usos domésticos; una iglesia parroquial (San Juan Evangelista), y una ermita (La Concepción) contigua al pueblo; sirviendo el culto de dicha parroquia un cura y un sacristán. Confina el término N río Ebro; E Villanueva Soportilla; S Obarenes, y O Santa María de Garoña. Su terreno es secano y de mediana clase; le surca el expresado río que corre por el lado N de la población, encontrándose además en el término un monte conocido con el nombre de Besantes, poblado de encinas, robles, hayas y maleza. Caminos: los que conducen a los pueblos inmediatos. Correos: la correspondencia se recibe de Frías. Producciones: trigo, ganado lanar y cabrío, y caza de perdices. Industria: la agrícola. Población: 8 vecinos, 30 almas. Capital productivo: 160.020 reales. Imponible: 16.199.
Diccionario geográfico-estadístico-histórico de España y sus posesiones de Ultramar